# A85公路
A85公路是一條橫貫英國蘇格蘭中的一條公路，西起奧本，東至伯斯，並與A90公路對接。連接伯斯和鄧迪市的公路也曾是此路的一部份，目前為A90公路的一部份。